# 四平東駅
四平東駅（しへいひがしえき）とは、中華人民共和国吉林省四平市鉄東区に位置する哈大旅客専用線の駅。

## 歴史
- 2012年12月1日　開業。

## 隣の駅
中国鉄路総公司
哈大旅客専用線
公主嶺南駅 - 四平東駅 - 昌図西駅
座標: 北緯43度08分06秒 東経124度26分00秒 / 北緯43.135度 東経124.43327度